# Sobocisko
Sobocisko est une localité polonaise de la gmina et du powiat d'Oława en voïvodie de Basse-Silésie.

## Démographie
En 2021, la population était de 434 habitants.